# Saison 2017 des Angels de Los Angeles
La saison 2017 des Angels de Los Angeles est la 57e saison en Ligue majeure de baseball pour cette franchise. 
Avec 80 victoires et 82 défaites, les Angels bouclent 2017 en seconde place de la division Ouest de la Ligue américaine, mais avec 21 victoires de moins que les meneurs, Houston. C'est une 2e saison perdante de suite pour l'équipe qui rate les séries éliminatoires pour une 3e année de suite. Mike Trout rate 48 matchs en raison de blessures mais termine quand même au 4e rang du vote de fin d'année désignant le joueur par excellence de la Ligue américaine ; en 6 saisons, c'est la première fois de sa carrière qu'il ne termine pas 1er ou 2e de ce scrutin annuel. Le 3 juin 2017, Albert Pujols devient le 9e joueur de l'histoire des majeures à frapper 600 circuits en carrière.

## Saison régulière
La saison régulière de 162 matchs des Angels débute le 3 avril 2017 par une visite aux Athletics d'Oakland et se termine le 1er octobre suivant. Le premier match local de la saison au Angel Stadium d'Anaheim est joué contre les Mariners de Seattle le 7 avril.

### Classement
| Ligue américaine division Ouest | V   | D  | %    | Diff. | Diff. (séries) |
| ------------------------------- | --- | -- | ---- | ----- | -------------- |
| Astros de Houston               | 101 | 61 | ,623 | -     | -              |
| Angels de Los Angeles           | 80  | 82 | ,494 | 21    | 5              |
| Mariners de Seattle             | 78  | 84 | ,481 | 23    | 7              |
| Rangers du Texas                | 78  | 84 | ,481 | 23    | 7              |
| Athletics d'Oakland             | 75  | 87 | ,463 | 26    | 10             |